# I-29
I-29 (англ. Interstate 29) — межштатная автомагистраль в Соединённых Штатах Америки длиной 755,51 мили (1215,88 км). Проходит по территории четырёх штатов.
| Штат  | миль | км   |
| ----- | ---- | ---- |
| MO    | 123  | 198  |
| IA    | 161  | 259  |
| SD    | 252  | 406  |
| ND    | 217  | 349  |
| Всего | 753  | 1212 |

## Маршрут магистрали

### Миссури
Южный конец I-29 располагается в городе Канзас-Сити штата Миссури. В начале маршрута автомагистраль I-29 соединена с I-35 и US 71. От Interstate 35 I-29 отходит ещё в черте города Канзас-Сити. I-29 и US 71 остаются соединёнными вплоть до округа Эндрю, где US 71 и US 59 направляются на северо-запад в сторону Мэривилла, а I-29 продолжается на север.

### Айова
Interstate 29 попадает на территорию Айовы в районе города Гамбург. В городе Каунсил-Блафс I-29 на протяжении трёх миль соединена с I-80. В городе Кресент I-29 сливается с I-680, магистрали разъединяются через 10 миль. В городу Су-Сити от I-29 отходит вспомогательная магистраль I-129, направляющаяся на запад в Саут-Су-Сити.

### Южная Дакота
До пересечения с SD 50 I-29 направляется на северо-запад, а затем поворачивает на север. Interstate 29 проходит через западную часть Су-Фолс, на северо-западе города пересекает I-90 — самую длинную межштатную автомагистраль США. Затем I-29 продолжает движение на север, вдоль границы с Миннесотой. I-29 пересекает US 12 и попадает на территорию Северной Дакоты.

### Северная Дакота
Первый город, через который проходит Interstate 29 в Северной Дакоте — Хэнкинсон. В городе Фарго I-29 пересекает Interstate 94 и направляется в сторону Гранд-Форкс. I-29 пересекает границу с Канадой и становится PTH-29. Длина PTH-29 — всего 0,3 мили, затем эта дорога сливается с PTH-75, направляющейся в Виннипег.

## Основные развязки
- I-80, Каунсил-Блафс
- I-90, Су-Фолс
- I-94, Фарго

## Вспомогательные трассы
- I-129 (Айова—Небраска)
- I-229 (Миссури), I-229 (Южная Дакота)